# Estação Intendente Câmara
A Estação de Intendente Câmara é uma estação ferroviária que funciona como terminal de passageiros no município brasileiro de Ipatinga, no interior do estado de Minas Gerais. Está situada entre a Avenida Pedro Linhares Gomes, trecho urbano da BR-381, e a Estrada de Ferro Vitória a Minas (EFVM), à frente do pátio da Usiminas.
Seu nome faz referência ao engenheiro Manuel Ferreira da Câmara, colega de José Bonifácio e patrono da siderurgia brasileira. Nascido em Minas Gerais, instalou um alto-forno na região de Diamantina, para levar o ferro até o rio Doce, de onde partiria ao Rio de Janeiro e Bahia.

## História
O terminal ferroviário foi construído na década de 1950 e inaugurado em 18 de junho de 1960, após o traçado da EFVM que corta Ipatinga ser alterado. Isso fez com que fosse desativada a antiga estação da cidade, a Estação de Ipatinga, que situava-se no Centro e foi transformada em museu na década de 90. Em 26 de maio de 2009, o prédio original da Estação de Intendente Câmara veio a ser demolido para ceder espaço a um novo maior e mais moderno, cuja reinauguração ocorreu neste mesmo ano.
Dentre as quatro principais cidades que compõem a Região Metropolitana do Vale do Aço (Coronel Fabriciano, Ipatinga, Santana do Paraíso e Timóteo), apenas Ipatinga e Timóteo contam com estações ferroviárias. A estação timotense é a Estação Mário Carvalho, que foi inaugurada na década de 1940. Coronel Fabriciano também contava com um terminal ferroviário, a Estação do Calado, que foi fechada em 1979.

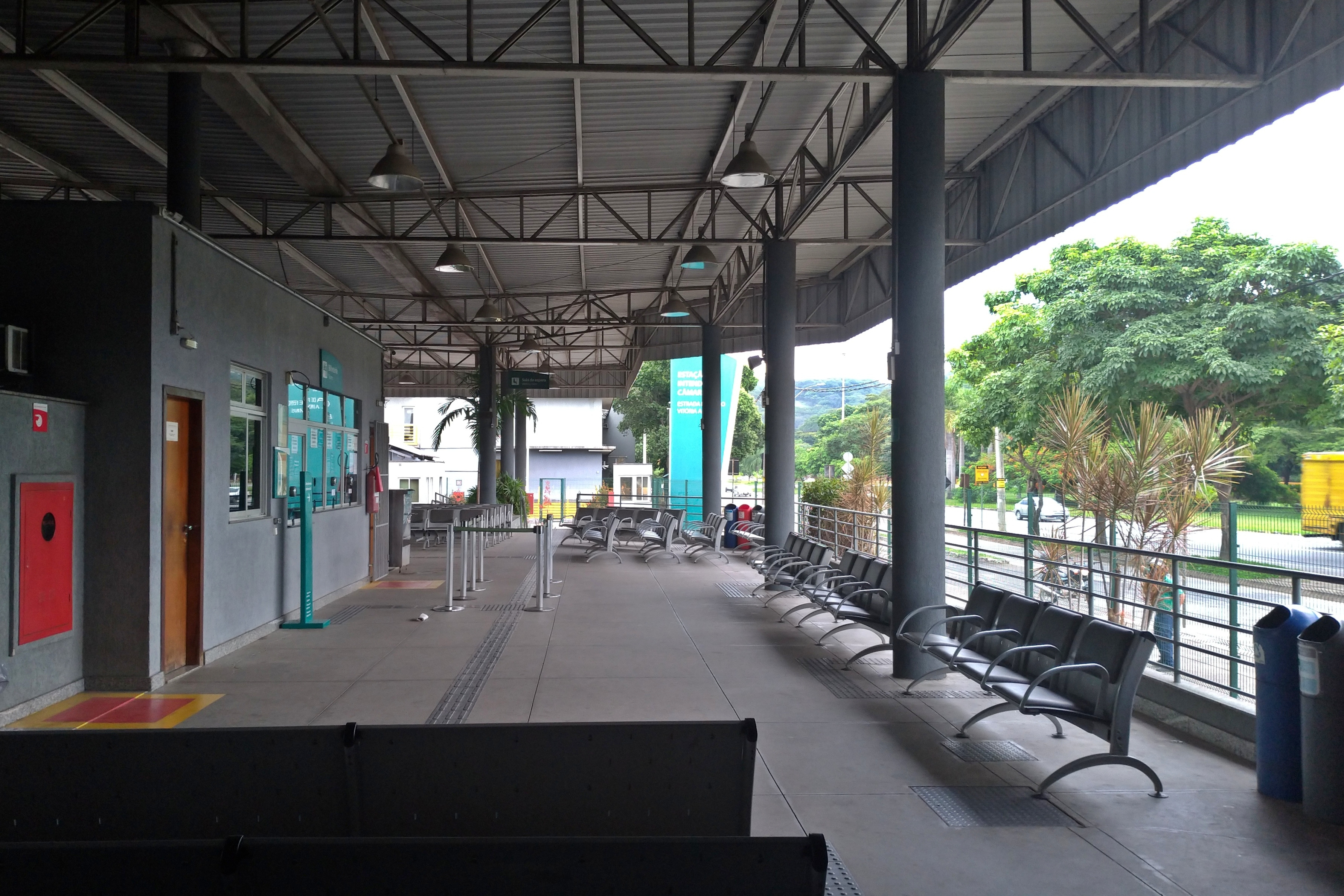
Interior da Estação de Intendente Câmara
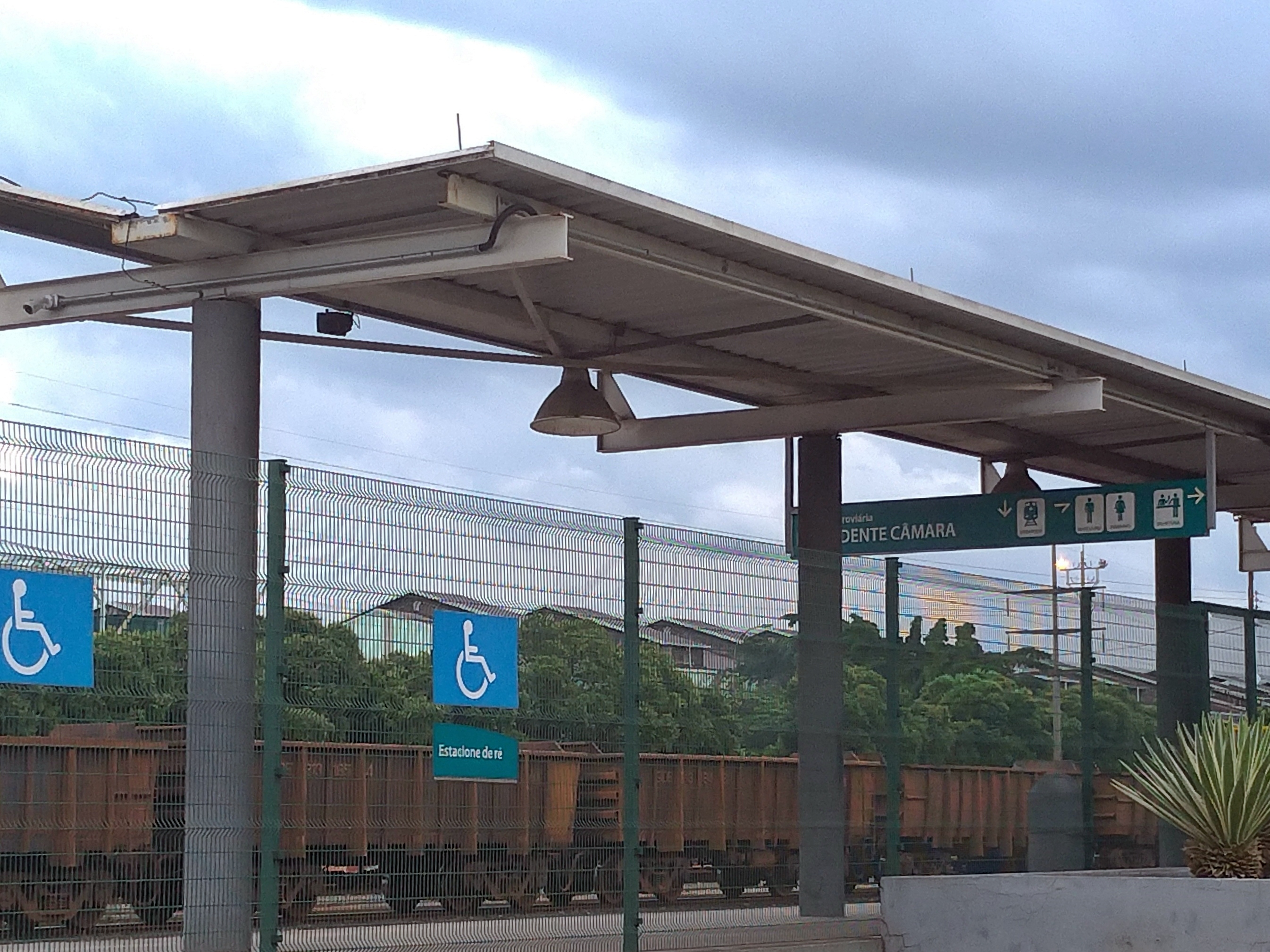
Vista parcial da plataforma de embarque
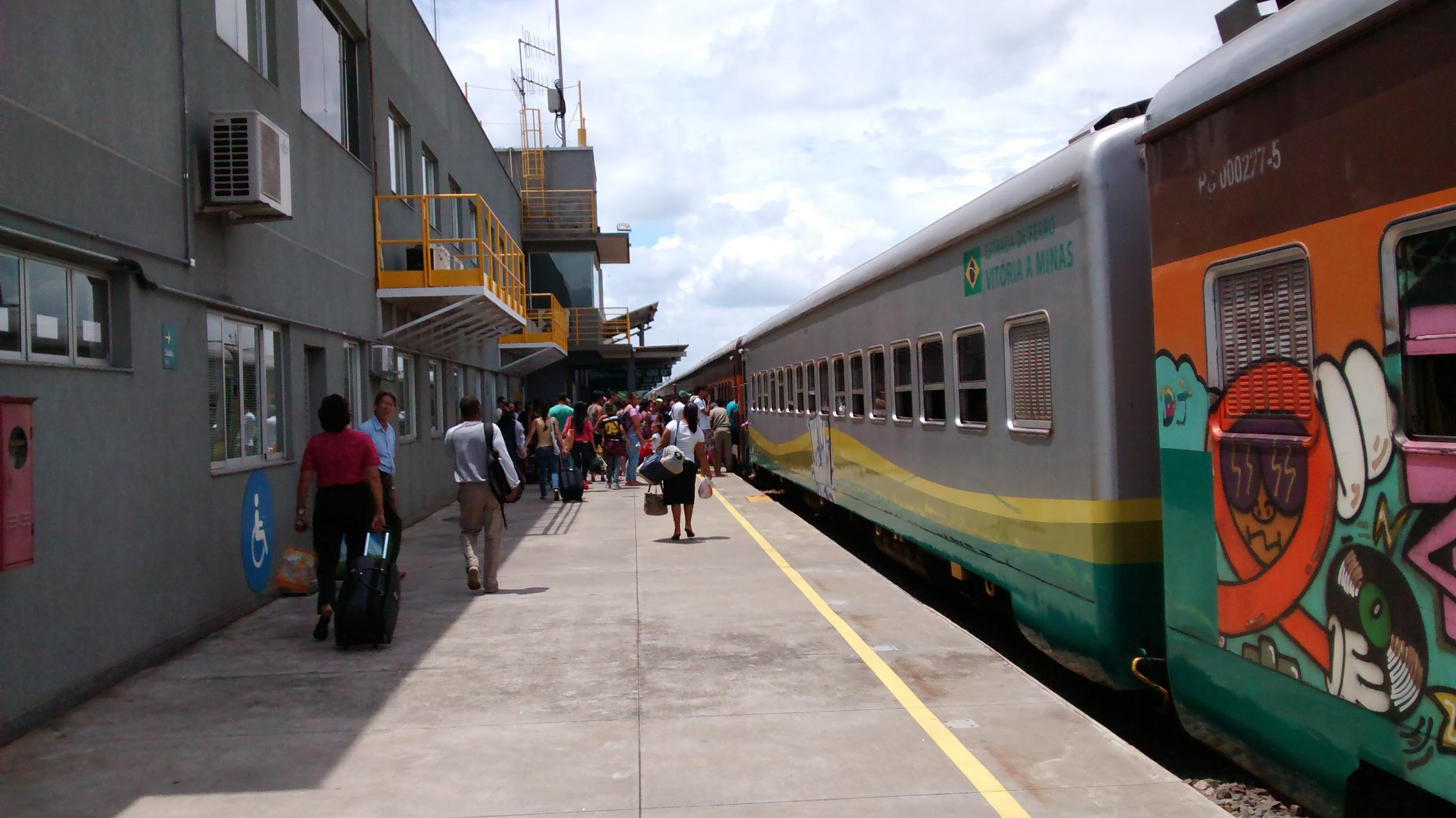
Embarque e desembarque no trem de passageiros, em 2014, com seu modelo antigo.